# Джоли, Шайло
Шайло Нувель Джоли, до 2024 года Шайло Нувель Джоли-Питт (англ. Shiloh Nouvel Jolie; родилась 27 мая 2006, Свакопмунд, Намибия) — дочь Брэда Питта и Анджелины Джоли, медийная персона. Из-за звёздного статуса родителей с момента рождения является предметом особого внимания СМИ, а её первые фотографии стали самыми дорогими снимками знаменитости в мировой истории. Шайло участвовала в нескольких кинопроектах, она считается иконой ЛГБТ-стиля. До 2024 года носила двойную фамилию Джоли-Питт (англ. Jolie-Pitt).

## Биография
Шайло Нувель родилась 27 мая 2006 года в семье Брэда Питта и Анджелины Джоли. Она стала первым биологическим ребёнком этой пары, но в семье к тому моменту уже были приёмные дети Мэддокс и Захара. Через год был усыновлён трёхлетний мальчик Пакс, а в 2008 году родились близнецы Нокс Леон и Вивьен Маршелин. Все дети получили двойную фамилию Джоли-Питт.
Шайло стала предметом особого внимания СМИ ещё до рождения. Папарацци пытались выследить беременную Джоли, чтобы сфотографировать её и узнать какие-то подробности. В результате супруги уехали на время родов в Намибию, где были приняты беспрецедентные меры безопасности. Ребёнок появился на свет в результате кесарева сечения. Позже Питт и Джоли продали снимки дочери журналам People и Hello! за рекордные 10 миллионов долларов, что сделало фотографии самыми дорогими снимками знаменитости в мировой истории. Деньги были пожертвованы на благотворительность. В возрасте двух месяцев Шайло Джоли-Питт установила ещё один рекорд: стала самым юным человеком, чьё изображение появилось в Музее восковых фигур мадам Тюссо. В связи с этим глава музея Джанин Диджоаккино заявила, что «Шайло с самого рождения была выдающейся личностью в мировой поп-культуре». Её причисляют к самым известным детям Голливуда.
Первое имя девочки, Шайло, встречается в Библии и означает «мирная». Второе имя ребёнку дали в честь французского архитектора Жана Нувеля. В 2008 году, в возрасте двух лет, Шайло впервые появилась в кино. Она сыграла Каролину в фильме «Загадочная история Бенджамина Баттона», где главного героя играл её отец. В 2016 году Шайло озвучила одного из персонажей мультфильма «Кунг-фу панда 3» по имени Шуай Шуай. Именно она побудила мать заняться продюсированием фильма «Айван, единственный и неповторимый». В 2021 году Шайло стала звездой промокампании фильма «Вечные». Известно, что она изучает иностранные языки, учится играть на музыкальных инструментах и профессионально занимается танцами. Девушка уже получает предложения работы от модельных агентств.
С малых лет Шайло сопровождала родителей, когда они появлялись на публике во время громких кинопремьер. Ещё до этого, в 2008 году, впервые стало известно, что девочка считает себя мальчиком и хочет, чтобы её называли Джон (англ. John Jolie Pitt). Начиная с 2014 года СМИ писали, что Шайло даже готовится к трансгендерному переходу и что родители принимают её выбор, но официальных комментариев на эту тему не было. Шайло действительно часто появлялась на публике в мужской одежде, из-за чего её путали с младшим братом Ноксом. Она стала иконой ЛГБТ-стиля. Однако начиная с 2020 года Шайло, уже становящаяся молодой девушкой, всё чаще предстаёт перед публикой в женственных образах — с длинными распущенными волосами, в платьях (в том числе в перешитых нарядах матери). Существует мнение, что это часть эксперимента: родители, чей брак распался в том числе из-за разных взглядов на воспитание детей, могли договориться, что Шайло будет часть времени проводить в мужской одежде, а часть — в женской.
В конфликте между родителями Шайло встала на сторону матери. В мае 2024 года, в день своего 18-летия, она подала прошение о замене двойной фамилии на простую, Джоли. В августе того же года эта просьба была удовлетворена.